# European Le Mans Series
European Le Mans Series (dawniej Le Mans Series, Le Mans Endurance Series) – europejska seria wyścigów długodystansowych, powstała z inicjatywy Automobile Club de l’Ouest (ACO) jako spin-off Amerykańskiej serii ALMS. W ELMS walczą dwa rodzaje pojazdów – prototypy LMP oraz samochody sportowe klasy GT podzielone na trzy klasy: LMP2, LMP3 i LMGTE. Seria składa się wyłącznie z długodystansowych wyścigów trwających 4 godziny.

## Historia
W 1993 roku ostatecznie upadła seria wyścigów World Sportscar Championship, stanowiąca czołową rywalizację pojazdów klasy GT i LMP na długim dystansie. W USA, federacji International Motor Sports Association udało się stworzyć podobną serię, zwaną IMSA GT – w Europie jednak, oprócz pojedynczych rywalizacji na słynnych torach, nie istniała żadna poważna seria wyścigów tego typu. Dopiero w 2000 roku, Amerykański potentat sportu motorowego Don Panoz postanowił utworzyć odnogę istniejącej już rok American Le Mans Series, która rozgrywana byłaby wyłącznie na torach Europy. Serię nazwano European Le Mans Series i uruchomiono w roku 2001, jednak wskutek małego zainteresowania zespołów oraz dużej rozbieżności między teoretycznie podobnymi pojazdami kilku klas, inicjatywa upadła.
Współpracująca w Europie z Panozem Automobile Club de l’Ouest (ACO) postanowiła jednak spróbować jeszcze raz zgrać istniejące już zasady w regulamin jednej serii – lecz tym razem już nie zasady stosowane przede wszystkim w USA, ale te z Europy – podstawą stał się wyścig 24h Le Mans oraz tym podobne, m.in. na torach Spa-Francorchamps czy Nürburgring. Ostatecznym testem serii zwanej po prostu Le Mans Series był wyścig 1000km Le Mans zorganizowany w roku 2003, który miał miejsce na zamkniętym torze Bugatti Circuit, stanowiącym wewnętrzną część toru Circuit de la Sarthe, na którym odbywa się coroczny 24h Le Mans. Jak się okazało – start ponad 30 profesjonalnych załóg w czterech kategoriach zobligowała federację FIA do wspomożenia (ACO) – i w ten sposób, rok później Le Mans Series składała się już z czterech wyścigów na torach Spa, Nürburgring, Silverstone oraz Imola.
Do roku 2010, LMS był czołową Europejską serią wyścigów długodystansowych, do której chętnie przystępowali również konkurencji spoza „Starego Kontynentu”. W roku 2010, wskutek utworzenia światowej serii Intercontinental Le Mans Cup, LMS stało się serią bardziej kontynentalną – z drugiej jednak strony, niektóre wyścigi obydwu serii są ze sobą łączone, a poszczególne zespoły i kierowcy zdobywają punkty zarówno w ILMC, jak i LMS.
Od 2012 roku oficjalna nazwa tej serii to European Le Mans Series. To było wskutek powstania nowej serii długodystansowej FIA World Endurance Championship.

## Zwycięzcy sezonów

### European Le Mans Series
| Sezon | Zespół LMP2                                     | Zespół LMGTE Pro                                   | Zespół LMPC                                           | Zespół LMGTE Am                                       |
| Sezon | Kierowca LMP2                                   | Kierowca LMGTE Pro                                 | Kierowca LMPC                                         | Kierowca LMGTE Am                                     |
| ----- | ----------------------------------------------- | -------------------------------------------------- | ----------------------------------------------------- | ----------------------------------------------------- |
| 2012  | Thiriet by TDS Racing                           | JMW Motorsport                                     | Boutsen Ginion Racing                                 | IMSA Performance Matmut                               |
| 2012  | Pierre Thiriet Mathias Beche                    | Jonny Cocker                                       | John Hartshorne                                       | Nicolas Armindo Raymond Narac Anthony Pons            |
| Sezon | Zespół LMP2                                     | Zespół LMPC                                        | Zespół LMGTE                                          | Zespół GTC                                            |
| Sezon | Kierowca LMP2                                   | Kierowca LMPC                                      | Kierowca LMGTE                                        | Kierowca GTC                                          |
| 2013  | Signatech Alpine                                | Team Endurance Challenge                           | RAM Racing                                            | SMP Racing                                            |
| 2013  | Pierre Ragues Nelson Panciatici                 | Gary Hirsch Paul-Loup Chatin                       | Johnny Mowlem Matt Griffin                            | Fabio Babini Kiriłł Ładygin Wiktor Szajtar            |
| Sezon | Zespół LMP2                                     | Zespół LMGTE                                       | Zespół GTC                                            | Zespół GTC                                            |
| Sezon | Kierowca LMP2                                   | Kierowca LMGTE                                     | Kierowca GTC                                          | Kierowca GTC                                          |
| 2014  | Signatech Alpine                                | SMP Racing                                         | SMP Racing                                            | SMP Racing                                            |
| 2014  | Paul-Loup Chatin Nelson Panciatici Oliver Webb  | Andrea Bertolini Siergiej Złobin Wiktor Szajtar    | Anton Ładygin Dewid Markozow Olivier Beretta          | Anton Ładygin Dewid Markozow Olivier Beretta          |
| Sezon | Zespół LMP2                                     | Zespół LMP3                                        | Zespół LMGTE                                          | Zespół GTC                                            |
| Sezon | Kierowca LMP2                                   | Kierowca LMP3                                      | Kierowca LMGTE                                        | Kierowca GTC                                          |
| 2015  | Greaves Motorsport                              | Team LNT                                           | Formula Racing                                        | TDS Racing                                            |
| 2015  | Jon Lancaster Gary Hirsch Björn Wirdheim        | Chris Hoy Charlie Robertson                        | Johnny Laursen Mikkel Mac Andrea Rizzoli              | Eric Dermont Dino Lunardi Franck Perera               |
| Sezon | Zespół LMP2                                     | Zespół LMP3                                        | Zespół LMGTE                                          | Zespół LMGTE                                          |
| Sezon | Kierowca LMP2                                   | Kierowca LMP3                                      | Kierowca LMGTE                                        | Kierowca LMGTE                                        |
| 2016  | G-Drive Racing                                  | United Autosports                                  | Aston Martin Racing                                   | Aston Martin Racing                                   |
| 2016  | Simon Dolan Giedo van der Garde Harry Tincknell | Alex Brundle Christian England Mike Guasch         | Andrew Howard Alex MacDowall Darren Turner            | Andrew Howard Alex MacDowall Darren Turner            |
| 2017  | G-Drive Racing                                  | United Autosports                                  | JMW Motorsport                                        | JMW Motorsport                                        |
| 2017  | Memo Rojas Léo Roussel                          | John Falb Sean Rayhall                             | Jody Fannin Robert Smith                              | Jody Fannin Robert Smith                              |
| 2018  | G-Drive Racing                                  | RLR Msport                                         | Proton Competition                                    | Proton Competition                                    |
| 2018  | Andrea Pizzitola Roman Rusinow                  | Job van Uitert John Farano Robert Garofall         | Gianluca Roda Giorgio Roda                            | Gianluca Roda Giorgio Roda                            |
| 2019  | IDEC Sport                                      | Eurointernational                                  | Luzich Racing                                         | Luzich Racing                                         |
| 2019  | Paul-Loup Chatin Paul Lafargue Memo Rojas       | Mikkel Jensen Jens Petersen                        | Fabien Lavergne Nicklas Nielsen Alessandro Pier Guidi | Fabien Lavergne Nicklas Nielsen Alessandro Pier Guidi |
| 2020  | United Autosports                               | United Autosports                                  | Proton Competition                                    | Proton Competition                                    |
| 2020  | Filipe Albuquerque Philip Hanson                | Wayne Boyd Tom Gamble Robert Wheldon               | Michele Beretta Alessio Picariello Christian Ried     | Michele Beretta Alessio Picariello Christian Ried     |
| Sezon | Zespół LMP2                                     | Zespół LMP2 Pro-Am                                 | Zespół LMP3                                           | Zespół LMGTE                                          |
| Sezon | Kierowca LMP2                                   | Kierowca LMP2 Pro-Am                               | Kierowca LMP3                                         | Kierowca LMGTE                                        |
| 2021  | Team WRT                                        | G-Drive Racing                                     | DKR Engineering                                       | Iron Lynx                                             |
| 2021  | Robert Kubica Louis Delétraz Yifei Ye           | John Falb Rui Andrade                              | Laurents Hörr                                         | Matteo Cressoni Miguel Molina Rino Mastronardi        |
| 2022  | Prema Racing                                    | Racing Team Turkey                                 | COOL Racing                                           | Proton Competition                                    |
| 2022  | Ferdinand Habsburg Louis Delétraz               | Charlie Eastwood Salih Yoluç                       | Malthe Jakobsen Maurice Smith Michael Benham          | Christian Ried Gianmaria Bruni Lorenzo Ferrari        |
| 2023  | Algarve Pro Racing                              | AF Corse                                           | COOL Racing                                           | Proton Competition                                    |
| 2023  | James Allen Alexander Lynn Kyffin Simpson       | François Perrodo Matthieu Vaxivière                | Adrien Chila Alejandro García Marcos Siebert          | Ryan Hardwick Alessio Picariello Zacharie Robichon    |
| Sezon | Zespół LMP2                                     | Zespół LMP2 Pro/Am                                 | Zespół LMP3                                           | Zespół LMGT3                                          |
| Sezon | Kierowca LMP2                                   | Kierowca LMP2 Pro/Am                               | Kierowca LMP3                                         | Kierowca LMGT3                                        |
| 2024  | AO by TF                                        | AF Corse                                           | RLR MSport                                            | Iron Lynx                                             |
| 2024  | Louis Delétraz Jonny Edgar Robert Kubica        | François Perrodo Alessio Rovera Matthieu Vaxivière | Nick Adcock Michael Jensen Gaël Julien                | Andrea Caldarelli Hiroshi Hamaguchi Axcil Jefferies   |

### Le Mans (Endurance) Series
| Le Mans Endurance Series | Le Mans Endurance Series                  | Le Mans Endurance Series     | Le Mans Endurance Series                        | Le Mans Endurance Series      | Le Mans Endurance Series                   |
| Sezon                    | Zespół LMP1                               | Zespół LMP2                  | Zespół GTS                                      | Zespół GT                     | Zespół GT                                  |
| Sezon                    | Kierowca LMP1                             | Kierowca LMP2                | Kierowca GTS                                    | Kierowca GT                   | Kierowca GT                                |
| ------------------------ | ----------------------------------------- | ---------------------------- | ----------------------------------------------- | ----------------------------- | ------------------------------------------ |
| 2004                     | Audi Sport UK Veloqx                      | Courage Compétition          | Larbre Compétition                              | Sebah Automotive              | Sebah Automotive                           |
| 2004                     | Johnny Herbert Jamie Davies               | Alexander Frei Sam Hancock   | Pedro Lamy Christophe Bouchut Steve Zacchia     | Roman Rusinow                 | Roman Rusinow                              |
| Sezon                    | Zespół LMP1                               | Zespół LMP2                  | Zespół GT1                                      | Zespół GT2                    | Zespół GT2                                 |
| Sezon                    | Kierowca LMP1                             | Kierowca LMP2                | Kierowca GT1                                    | Kierowca GT2                  | Kierowca GT2                               |
| 2005                     | Pescarolo Sport                           | Chamberlain-Synergy          | BMS Scuderia Italia                             | Sebah Automotive              |                                            |
| 2005                     | Jean-Christophe Boullion Emmanuel Collard | Gareth Evans                 | Michele Bartyan Christian Pescatori Toni Seiler | Xavier Pompidou Marc Lieb     | Xavier Pompidou Marc Lieb                  |
| Le Mans Series           |                                           |                              |                                                 |                               |                                            |
| Sezon                    | Zespół LMP1                               | Zespół LMP2                  | Zespół GT1                                      | Zespół GT2                    | Zespół GT2                                 |
| Sezon                    | Kierowca LMP1                             | Kierowca LMP2                | Kierowca GT1                                    | Kierowca GT2                  | Kierowca GT2                               |
| 2006                     | Pescarolo Sport                           | Barazi-Epsilon               | Aston Martin Larbre                             | Autorlando Sport              | Autorlando Sport                           |
| 2006                     | Jean-Christophe Boullion Emmanuel Collard | Juan Barazi Michael Vergers  | Pedro Lamy Gabriele Gardel Vincent Vosse        | Marc Lieb Joël Camathias      | Marc Lieb Joël Camathias                   |
| 2007                     | Team Peugeot Total                        | Ray Mallock Ltd.             | Team Oreca                                      | Virgo Motorsport              | Virgo Motorsport                           |
| 2007                     | Stéphane Sarrazin Pedro Lamy              | Mike Newton Thomas Erdos     | Soheil Ayari Stéphane Ortelli                   | Robert Bell                   | Robert Bell                                |
| 2008                     | Audi Sport Team Joest                     | Van Merksteijn Motorsport    | Luc Alphand                                     | Virgo Motorsport              | Virgo Motorsport                           |
| 2008                     | Alexandre Prémat Mike Rockenfeller        | Jos Verstappen               | Guillaume Moreau Patrice Goueslard              | Robert Bell                   | Robert Bell                                |
| 2009                     | Aston Martin Racing                       | Quifel ASM Team              | Luc Alphand                                     | Team Felbermayr-Proton        | Team Felbermayr-Proton                     |
| 2009                     | Tomáš Enge Jan Charouz Stefan Mücke       | Miguel Amaral Olivier Pla    | Patrice Goueslard Yann Clairay                  | Marc Lieb Richard Lietz       | Marc Lieb Richard Lietz                    |
| Sezon                    | Zespół LMP1                               | Zespół LMP2                  | Zespół GT1                                      | Zespół GT2                    | Zespół FLM                                 |
| Sezon                    | Kierowca LMP1                             | Kierowca LMP2                | Kierowca GT1                                    | Kierowca GT2                  | Kierowca FLM                               |
| 2010                     | Team Oreca Matmut                         | RML                          | Larbre Compétition                              | Team Felbermayr-Proton        | DAMS                                       |
| 2010                     | Stéphane Sarrazin                         | Mike Newton Thomas Erdos     | Gabriele Gardel Patrice Goueslard               | Marc Lieb Richard Lietz       | Andrea Barlesi Gary Chalandon              |
| Sezon                    | Zespół LMP1                               | Zespół LMP2                  | Zespół LMGTE Pro                                | Zespół LMGTE Am               | Zespół FLM                                 |
| Sezon                    | Kierowca LMP1                             | Kierowca LMP2                | Kierowca LMGTE Pro                              | Kierowca LMGTE Am             | Kierowca FLM                               |
| 2011                     | Rebellion Racing                          | Greaves Motorsport           | AF Corse                                        | IMSA Performance Matmut       | Pegasus Racing                             |
| 2011                     | Emmanuel Collard Julien Jousse            | Karim Ojjeh Tom Kimber-Smith | Giancarlo Fisichella Gianmaria Bruni            | Nicolas Armindo Raymond Narac | Julien Schell Mirco Schultis Patrick Simon |